# Route nationale 92 (Algérie)
Pour les articles homonymes, voir N92 et Route nationale 92.
La route nationale 92 (RN 92) en Algérie est une route qui traverse les wilayas de Sidi Bel Abbès et Saida qui va de la riche plaine agricole de Sidi Bel Abbès jusqu'à hauts plateaux arides de Aïn Skhouna au bord du chott ech Chergui.

## Historique
Le CW56 qui traverse les wilayas de Sidi Bel Abbès et Saïda, le CW48 jusqu'à la ville de Saïda, le CW9 jusqu'à El Hassasna, le CW28 ainsi que le CW101 sont promus au rang de route nationale en 1980 sur une distance de 175 km pour devenir la RN92.

## Paysages
La route débute dans la plaine de Sidi Bel Abbès au niveau de Tilmouni jusqu'à la forêt de Belarbi, puis la vallée de l'oued Sefioun, se faufile entre les monts de Daïa avant de traverser la ville de Saïda. avant de remonter en direction de la daïra d'El Hassasna puis redescendre à travers les derniers massifs de l'Atlas pour se jeter dans les hauts plateaux arides au bord du chott ech Chergui dans la ville thermale de Aïn Skhouna.

## Parcours
- Tilmouni, croisement RN7 (km 0)
- Rond-point de Belarbi (km 9,1)
- Croisement CW37 (km 11,2)
- Croisement RN17C (km 20,9)
- Entrée Oued Sefioun (km 22,6)
- Sortie Oued Sefioun (km 24,4)
- Croisement CW62 (km 26,8)
- Hassi El Abed (km 36,5)
- Pont sur l'Oued Sefioun (km 43)
- Youb croisement CW98 et CW2 (km 45,8)
- Croisement CW15 (km 46,6)
- Tunnel sous voie ferrée (km 47,4)
- Berbour (km 55,4)
- Croisement RN94 lieu-dit Djenane Ennasr (km 57,3)
- Tunnel sous voie ferrée (km 62,5)
- Croisement CW6 vers Doui Thabet (km 63)
- Croisement CW36 vers Sidi Embarek (km 66,4)
- Pont au-dessus voie ferrée (km 74,7)
- Croisement chemin communal (km 77,2)
- Tunnel sous voie ferrée (km 79)
- Croisement évitement Ouest de Saïda (km 80,5)
- Croisement évitement Ouest de Saïda (km 83)
- Pont sur l'Oued Saïda (km 85,5)
- Saïda (km 85 à km 86,5)
- Rond-point RN94 (km 89,2)
- Croisement CW16 vers Aïn El Hadjar (km 93,5)
- El Hassasna (km 105)
- Croisement CW9 vers Tircine (km 105,7)
- Croisement chemin communal vers Temesna (km 113)
- Croisement chemin communal (km 117,3)
- Entrée ouest de Maamora (km 126,5)
- Entrée est de Maamora (km 129,7)
- Croisement CW4A vers Sidi Youcef (km 134,8)
- Daiet Zraguet (km 158,4)
- Aïn Skhouna, croisement RN90 (km 173,7)